# Spytschynzi
Spytschynzi (ukrainisch Спичинці; russisch Спичинцы Spitschinzy, polnisch Spiczyńce, Spicata, Spicers) ist ein Dorf im Nordosten der ukrainischen Oblast Winnyzja mit etwa 450 Einwohnern (2001).

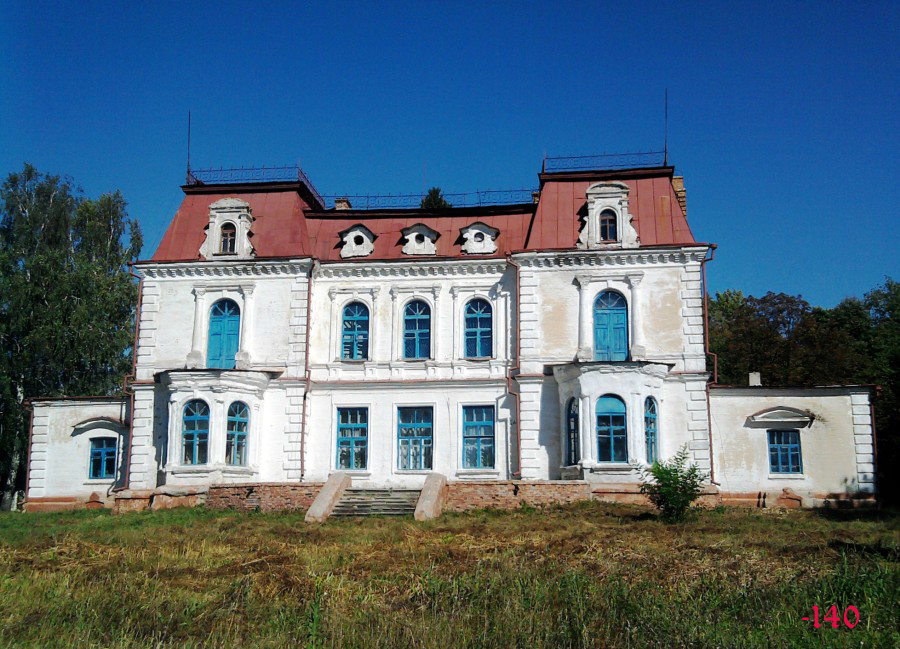
Sobański-Palast in Spytschynzi

Das erstmals 1606 schriftlich erwähnte Dorf (eine weitere Quelle nennt das Jahr 1360) liegt auf einer Höhe von 249 m am Ufer der Ros, einem 346 km langen Nebenfluss des Dnepr, 13 km südwestlich vom ehemaligen Rajonzentrum Pohrebyschtsche und 65 km nordöstlich vom Oblastzentrum Winnyzja.
Am 12. Juni 2020 wurde das Dorf ein Teil der neugegründeten Stadtgemeinde Pohrebyschtsche, bis dahin bildete es zusammen mit dem Dorf Wassylkiwzi (Васильківці) die gleichnamige Landratsgemeinde Spytschynzi (Спичинецька сільська рада/Spytschynezka silska rada) im Südwesten des Rajons Pohrebyschtsche.
Am 17. Juli 2020 kam es im Zuge einer großen Rajonsreform zum Anschluss des Rajonsgebietes an den Rajon Winnyzja.
Durch das Dorf verläuft die Territorialstraße T–02–36.

## Söhne und Töchter der Ortschaft
- Janusz Jędrzejewicz (1885–1951); polnischer Pädagoge, Politiker und Ministerpräsident